# Oscaruddelingen 1946
Oscaruddelingen 1946 var den 18. oscaruddeling, hvor de bedste film fra 1945 blev hædret af Academy of Motion Picture Arts and Sciences. Uddelingen fandt sted 7. marts på Grauman's Chinese Theatre i Los Angeles, USA. Det var den første uddeling siden afslutningen af anden verdenskrig, og derfor var uddelingen mere glamourøs, end de havde været under krigen. Gipsstatuetterne der var blevet delt ud under krigsårene, blev erstattet med guldbelagte bronzestatuetter.
Forspildte dage var den første film der vandt både Oscar for bedste film og Den Gyldne Palme.

## Priser
| Bedste Film | Bedste Instruktør |
| --- | --- |
| - Forspildte dage - Orlov i Hollywood - Sct. Mary's klokker - Mildred Pierce - Troldbunden | - Billy Wilder – Forspildte dage - Clarence Brown – National Velvet - Alfred Hitchcock – Troldbunden - Leo McCarey – Sct. Mary's klokker - Jean Renoir – The Southerner |
| Bedste Mandlige Hovedrolle | Bedste Kvindelige Hovedrolle |
| - Ray Milland – Forspildte dage - Bing Crosby – Sct. Mary's klokker - Gene Kelly – Orlov i Hollywood - Gregory Peck – Himmeriges nøgler - Cornel Wilde – Den store drøm | - Joan Crawford – Mildred Pierce - Ingrid Bergman – Sct. Mary's klokker - Jennifer Jones – Elskovsbreve - Greer Garson – Skæbnens dal - Gene Tierney – Lad himlen dømme |
| Bedste Mandlige Birolle | Bedste Kvindelige Birolle |
| - James Dunn – Der vokser et træ i Brooklyn - Michael Chekhov – Troldbunden - J. Carrol Naish – A Medal for Benny - John Dall – The Corn Is Green - Robert Mitchum – Krigskorrespondenten | - Anne Revere – National Velvet - Eve Arden – Mildred Pierce - Ann Blyth – Mildred Pierce - Angela Lansbury – The Picture of Dorian Gray - Joan Lorring – The Corn Is Green |
| Bedste Originale Manuskript | Bedste Filmatisering |
| - Marie-Louise – Richard Schweizer - Musik for Millioner – Myles Connolly - Salty O'Rourke – Milton Holmes - What Next, Corporal Hargrove? – Harry Kurnitz - Dillinger – Philip Yordan | - Forspildte dage – Charles Brackett og Billy Wilder - Krigskorrespondenten – Leopold Atlas, Guy Endore og Philip Stevenson - Der vokser et træ i Brooklyn – Frank Davis og Tess Slesinger - Mildred Pierce – Ranald MacDougall - Pride of the Marines – Albert Maltz |
| Bedste Historie | Bedste Korte Animationsfilm |
| - Huset i 92. gade – Charles G. Booth - Junglens musketerer – Alvah Bessie - Susans kærlighedsaffærer – Laszlo Gorog og Thomas Monroe - Den store drøm – Ernst Marischka - A Medal for Benny – John Steinbeck og Jack Wagner | - Quiet Please! - Donald's Crime - Jasper and the Beanstalk - Life with Feathers - Mighty Mouse in Gypsy Life - The Poet and Peasant - Rippling Romance |
| Bedste Dokumentar | Bedste Korte Dokumentar |
| - The True Glory - The Last Bomb | - Hitler Lives? - Library of Congress - To the Shores of Iwo Jima |
| Bedste Kortfilm, One-Reel | Bedste Kortfilm, Two-Reel |
| - Stairway to Light – Herbert Moulton - Along the Rainbow Trail – Edmund Reek - Screen Snapshots' 25th Anniversary – Ralph Staub - Story of a Dog – Gordon Hollingshead - White Rhapsody – Grantland Rice - Your National Gallery – Joseph O'Brien og Thomas Mead | - Star in the Night – Gordon Hollingshead - A Gun in His Hand – Chester Franklin - The Jury Goes Round 'N' Round – Jules White - The Little Witch – George Templeton |
| Bedste Dramatiske eller Komedie Musik | Bedste Musical Musik |
| - Troldbunden – Miklos Rozsa - Min kone på gæstespil – Daniele Amfitheatrof - Krigskorrespondenten – Louis Applebaum og Ann Ronell - Højt spil i San Francisco – Dale Butts og Morton Scott - Sct. Mary's klokker – Robert Emmett Dolan - Brewster's Millions – Lou Forbes - Kvinden i vinduet – Hugo Friedhofer og Arthur Lange - The Man Who Walked Alone – Karl Hajos - Captain Kidd – Werner Janssen - Den farlige gæst – Werner Janssen - The Southerner – Werner Janssen - G. I. Honeymoon – Edward J. Kay - Himmeriges nøgler – Alfred Newman - Forspildte dage – Miklos Rozsa - A Song to Remember – Miklos Rozsa og Morris Stoloff - Mor – H. J. Salter - Skæbnens dal – Herbert Stothart - Paris Underground – Alexander Tansman - Junglens musketerer – Franz Waxman - The Enchanted Cottage – Roy Webb - Elskovsbreve – Victor Young | - Orlov i Hollywood – Georgie Stoll - En pige med chatme – Robert Emmett Dolan - Mirakelmanden – Lou Forbes og Ray Heindorf - Why Girls Leave Home – Walter Greene - Rhapsody in Blue – Ray Heindorf og Max Steiner - State Fair – Charles Henderson og Alfred Newman - Sunbonnet Sue – Edward J. Kay - Can't Help Singing – Jerome Kern og H. J. Salter - Alaskas dronning – Arthur Lange - The Three Caballeros – Edward Plumb, Paul J. Smith og Charles Wolcott - Hitchhike to Happiness – Morton Scott - I aften og hver aften – Marlin Skiles og Morris Stoloff |
| Bedste Sang | Bedste Lydoptagelse |
| - "It Might as Well Be Spring" fra State Fair – Musik af Richard Rodgers; Tekst af Oscar Hammerstein II - "Accentuate the Positive" fra Here Come the Waves – Musik af Harold Arlen; Tekst af Johnny Mercer - "Anywhere" fra I aften og hver aften – Musik af Jule Styne; Tekst af Sammy Cahn - "Aren't You Glad You're You" fra St. Mary's klokker – Musik af James Van Heusen; Tekst af Johnny Burke - "The Cat and the Canary" fra Why Girls Leave Home – Musik af Jay Livingston; Tekst af Ray Evans - "Endlessly" fra Earl Carroll Vanities – Musik af Walter Kent; Tekst af Kim Gannon - "I Fall in Love Too Easily" fra Orlov i Hollywood – Musik af Jule Styne; Tekst af Sammy Cahn - "I'll Buy That Dream" from Sing Your Way Home – Music by Allie Wrubel; Lyric by Herb Magidson - "Linda" fra Krigskorrespondenten – Musik og Tekst af Ann Ronell - "Love Letters" fra Elskovsbreve – Musik af Victor Young; Tekst af Eddie Heyman - "More and More" fra Can't Help Singing – Musik af Jerome Kern; Tekst af E. Y. Harburg - "Sleighride in July" fra Alaskas dronning – Musik af James Van Heusen; Tekst af Johnny Burke - "So in Love" fra Mirakelmanden – Musik af David Rose; Tekst af Leo Robin - "Some Sunday Morning" fra San Antonio – Musik af Ray Heindorf og M. K. Jerome; Tekst af Ted Koehler | - Sct. Mary's klokker – Stephen Dunn, RKO Radio Studio Sound Department - A Song to Remember – John P. Livadary, Columbia Studio Sound Department - The Southerner – Jack Whitney, General Service - Operation helvede – Douglas Shearer, MGM Studio Sound Department - The Unseen – Loren L. Ryder, Paramount Studio Sound Department - Three Is a Family – W. V. Wolfe, RCA Sound - Højt spil i San Francisco – Daniel J. Bloomberg, Republic Studio Sound Department - Mirakelmanden – Gordon Sawyer, Samuel Goldwyn Studio Sound Department - Lad himlen dømme – Thomas T. Moulton, Fox Studio Sound Department - Lady on a Train – Bernard B. Brown, Universal Studio Sound Department - The Three Caballeros – C. O. Slyfield, Walt Disney Studio Sound Department - Rhapsody in Blue – Nathan Levinson, Warner Bros. Studio Sound Department |
| Bedste Scenografi, Sort og Hvid | Bedste Scenografi, Farver |
| - Blod på solen – Wiard Ihnen og A. Roland Fields - Himeriges nøgler – James Basevi, William S. Darling, Thomas Little og Frank E. Hughes - Experiment Perilous – Albert S. D'Agostino, Jack Okey, Darrell Silvera og Claude Carpenter - Elskovsbreve – Hans Dreier, Roland Anderson, Sam Comer og Ray Moyer - The Picture of Dorian Gray – Cedric Gibbons, Hans Peters, Edwin B. Willis, John Bonar og Hugh Hunt | - Fribytterens lady – Hans Dreier, Ernst Fegte og Sam Comer - National Velvet – Cedric Gibbons, Urie McCleary, Edwin B. Willis og Mildred Griffiths - Aladdins eventyr – Stephen Goosson, Rudolph Sternad og Frank Tuttle - San Antonio – Ted Smith og Jack McConaghy - Lad himlen dømme – Lyle Wheeler, Maurice Ransford og Thomas Little |
| Bedste Fotografering, Sort og Hvid | Bedste Fotografering, Farver |
| - The Picture of Dorian Gray – Harry Stradling - Troldbunden – George Barnes - Mildred Pierce – Ernest Haller - Himeriges nøgler – Arthur C. Miller - Forspildte dage – John F. Seitz | - Lad himlen dømme – Leon Shamroy - Under blodrøde sejl – George Barnes - A Song to Remember – Tony Gaudio og Allen M. Davey - Orlov i Hollywood – Robert Planck og Charles P. Boyle - National Velvet – Leonard Smith |
| Bedste Klipning | Bedste Visuelle Effekter |
| - National Velvet – Robert J. Kern - Junglens musketerer – George Amy - Forspildte dage – Doane Harrison - Sct. Mary's klokker – Harry Marker - A Song to Remember – Charles Nelson | - Mirakelmanden – Fotografering: John P. Fulton; Lyd: Arthur W. Johns - Aladdins eventyr – Fotografering: Lawrence W. Butler; Lyd: Ray Bomba - Troldbunden – Fotografering og lyd: Jack Cosgrove - Operation helvede – Fotografering: A. Arnold Gillespie, Donald Jahraus og Robert A. MacDonald; Lyd: Michael Steinore - Captain Eddie – Fotografering: Fred Sersen og Sol Halprin; Lyd: Roger Heman og Harry Leonard |

### Ærespriser
- Walter Wanger
- The House I Live In
- Republic Studio, Daniel J. Bloomberg og the Republic Sound Department

### Ungdomspris
- Peggy Ann Garner

## Ekstern Henvisning
- Oscars Legacys hjemmeside